# Шойнеманн, Фрауке
Фра́уке Шо́йнеманн (настоящее имя — Фрауке Лоренц; род. в 1969, Дюссельдорф) — немецкая журналистка, юрист и писательница.
Вместе со своей сестрой Вибке Лоренц с 2006 года издают женскую литературу под коллективным псевдонимом Анна Герц. Её первый независимый роман был опубликован в 2010 году под названием Dackelblick. С 2013 года она также пишет книги для детей и подростков.

## Биография и личная жизнь
Фрауке Шойнеманн изучала право, получила докторскую степень в Университете Пассау под руководством Вернера Бёльке, защитив диссертацию по теме ювенального уголовного права под названием «Важность независимых поставщиков амбулаторных мер в уголовном правосудии по делам несовершеннолетних». Живёт в Гамбурге с 1996 года. Фрауке Шойнеманн прошла стажировку в Norddeutscher Rundfunk и работала журналисткой и представительницей прессы.
Замужем за журналистом, имеет четырёх детей. Фрауке Шойнеманн работала консультантом в управлении культуры Гамбурга, оттуда перешла в управление науки. После рождения четвёртого ребёнка она ушла в декрет.